# Massimo Capaccioli
Massimo Capaccioli (Montenero d'Orcia, 19 aprile 1944) è un astrofisico italiano.
Originario della provincia di Grosseto, nel 1969 si è laureato in fisica all'Università di Padova dove nel 1969 ha iniziato la propria carriera come assistente, professore stabilizzato e associato di meccanica celeste. Nel 1986 è diventato astronomo ordinario presso l'Osservatorio di Padova e nel 1989 professore ordinario di astronomia all'Università di Padova. Nel 1995 ha trasferito la cattedra alla Università di Napoli Federico II, dove è rimasto sino alla pensione, nel novembre del 2014. Attualmente è professore emerito. Già direttore dell'Osservatorio Astronomico di Capodimonte dal 1993 al 2005, è stato presidente della Società Astronomica Italiana per un decennio e per un triennio presidente generale della Società Nazionale di Scienze, Lettere e Arti in Napoli. Si occupa principalmente di dinamica ed evoluzione dei sistemi stellari e di cosmologia osservativa. I risultati più significativi delle sue ricerche astrofisiche riguardano la natura delle galassie ellittiche, l'abbondanza cosmica della materia oscura e la scala delle distanze cosmiche. Ha collaborato per due decenni con Gérard de Vaucouleurs all'Università del Texas in Austin.
È autore di alcuni libri e testi di lezione, anche in formato elettronico, e di oltre 500 di articoli scientifici sulle più importanti riviste peer-review e su atti di congressi. Ha concepito e gestito, in sinergia con l'Osservatorio Europeo Australe (ESO), la realizzazione del telescopio a grande campo denominato VST, il maggiore della sua classe nel mondo, operativo dall'ottobre 2011 sul Cerro Paranal, Cile. Giornalista pubblicista, si interessa di storia e divulgazione della scienza, anche in area Mediterranea, e di epistemologia. È autore di centinaia di articoli di giornale e di numerosi articoli di divulgazione. Ha anche organizzato e/o partecipato a svariate trasmissioni televisive di taglio scientifico. Commendatore della Repubblica nel 2005, ha ricevuto il titolo di Professore Honoris causa in astrofisica dall'Università statale Lomonosov di Mosca (2010) e le lauree honoris causa dall'Università internazionale di Dubna (2015), dall'Università nazionale V.N.Karazin di Kharkiv (2017) e dall'Università statale di Pjatigorsk (2019). È stato insignito delle medaglie Struve dall'Osservatorio astronomico di Pulkovo a San Pietroburgo (2010), Tacchini dalla Società Astronomica Italiana (2017), Karazin dall'Università nazionale di Charkiv (2019) e George Gamow dall'Università statale di Odessa (2019). Dal 2021 è membro straniero della Accademia delle Scienze dell'Ucraina.
È stato membro del Consiglio di amministrazione dell'Istituto Nazionale di Astrofisica (INAF).
È socio della Società Astronomica Italiana, dell'Unione Astronomica Internazionale, dell'Istituto Veneto di Scienze, Lettere e Arti, della Società Nazionale di Scienze, Lettere e Arti di Napoli, dell'Accademia Pontaniana, dell'Academia Europaea, e membro emerito della Società Italiana di Fisica.

Bibliometria (aprile 2023): 
- 585 lavori su riviste internazionali e atti di congressi (253 riferiti): 
- totale citazioni: 15680; 
- tnumero totale di letture: 175392
- indice H: 62

## Opere (Libri)
- Lezioni di Statistica Stellare (Cleup 1968) (con Francesco Bertola)
- Il divenire dell'universo (Curcio Editore, 1985)
- L'astronomia a Napoli dal Settecento ai giorni nostri. Storia di un'altra occasione perduta (Guida Editori, 2009) (con Giuseppe Longo, Emilia Olostro Cirella)
- Physics of Galaxies (Federica Web Learning, Università di Federico II, 2011, http://www.federica.unina.it/corsi/physics-of-galaxies)
- Arminio Nobile e la misura del cielo: ovvero Le disavventure di un astronomo napoletano, (Springer, 2012) (con Silvia Galano)
- Elementi di Astrofisica (Federica Web Learning, Università di Napoli Federico II, 2013, http://www.federica.unina.it/corsi/elementi-di-astrofisica/) (con G. Covone)
- Physics of Galaxies (Federica Web Learning, Università di Napoli Federico II, MOOC,2014,  cf. https://www.youtube.com/watch?v=oLQezm7gg1M).
- Mille1Notte. Storie dell'altro mondo (Mediterranea, 2018); tradotto in russo per Technosfera
- Luna Rossa. La conquista sovietica dello spazio (Carocci, 2019); tradotto in russo per Technosfera
- L'espansione dell'universo (Corriere della Sera, 2019)
- L’incanto di Urania: venticinque secoli di esplorazione del cielo (Carocci, 2020); in preparazione le edizioni in lingua inglese per WSP e in lingua araba
- C'era una volta nel cielo. 30 brevi storie astronomiche (Carocci, 2021)
- Il Sole, la Luna e l’altre stelle. Viaggio al centro dell’universo di Dante (La Repubblica 2021) (con Sperello di Serego Alighieri)
- The Sun, the Moon and the other Stars. A journey at the center of Dante’s universe, (World Scientific Press 2021) (con Sperello di Serego Alighieri)
- Foundations of Celestial Machanics (Springer 2022) (con Elena Bannikova)
- Lampi di genio. Quaranta storie astronomiche (Carocci 2023)